# Spærregletsjer
De Spærregletsjer is een gletsjer in Nationaal park Noordoost-Groenland in het oosten van Groenland.
De naam van de gletsjer verwijst naar de versperring die deze opwerpt in het fjord.

## Geografie
De gletsjer is zuid-noord georiënteerd en heeft een lengte van meer dan 15 kilometer. Ze heeft meerdere zijtakken die onderweg bij de hoofdtak komen, waaronder de Duartgletsjer. Ze mondt in het noorden uit in het Furesø en het Alpefjord en vormt een barrière tussen deze twee.
De Spærregletsjer ligt in het oosten van de Stauningalpen van Scoresbyland. Op ruim zeven kilometer naar het westen ligt de Prinsessegletsjer, op meer dan tien kilometer naar het noorden de Trekantgletsjer, op meer dan tien kilometer naar het noordoosten de Sefströmgletsjer en de Gullygletsjer en op ongeveer zes kilometer naar het oosten de Krabbegletsjer.